# Конглас
Конглас — река в России, протекает по Ярославской области. Исток реки находится около деревни Малые Ночевки. Река течёт в основном на юг, отклоняясь сначала к западу, а затем к востоку. Населённые пункты по пути реки: Соловьево, Сергеевское, Ивахово, Бобылино, Федякино. Устье реки находится в 60 км по правому берегу реки Ухра, между деревнями Ладейки и Слобода. Длина реки составляет 21 км.
Правый приток Ожерка впадает ниже Сергеевского. Ожерка протекает мимо деревень Ломок, Холм.

## Данные водного реестра
По данным государственного водного реестра России относится к Верхневолжскому бассейновому округу, водохозяйственный участок реки — Рыбинское водохранилище до Рыбинского гидроузла и впадающие в него реки, без рек Молога, Суда и Шексна от истока до Шекснинского гидроузла, речной подбассейн реки — Реки бассейна Рыбинского водохранилища. Речной бассейн реки — (Верхняя) Волга до Куйбышевского водохранилища (без бассейна Оки).
Код объекта в государственном водном реестре — 08010200412110000010164.